# Statistics Canada

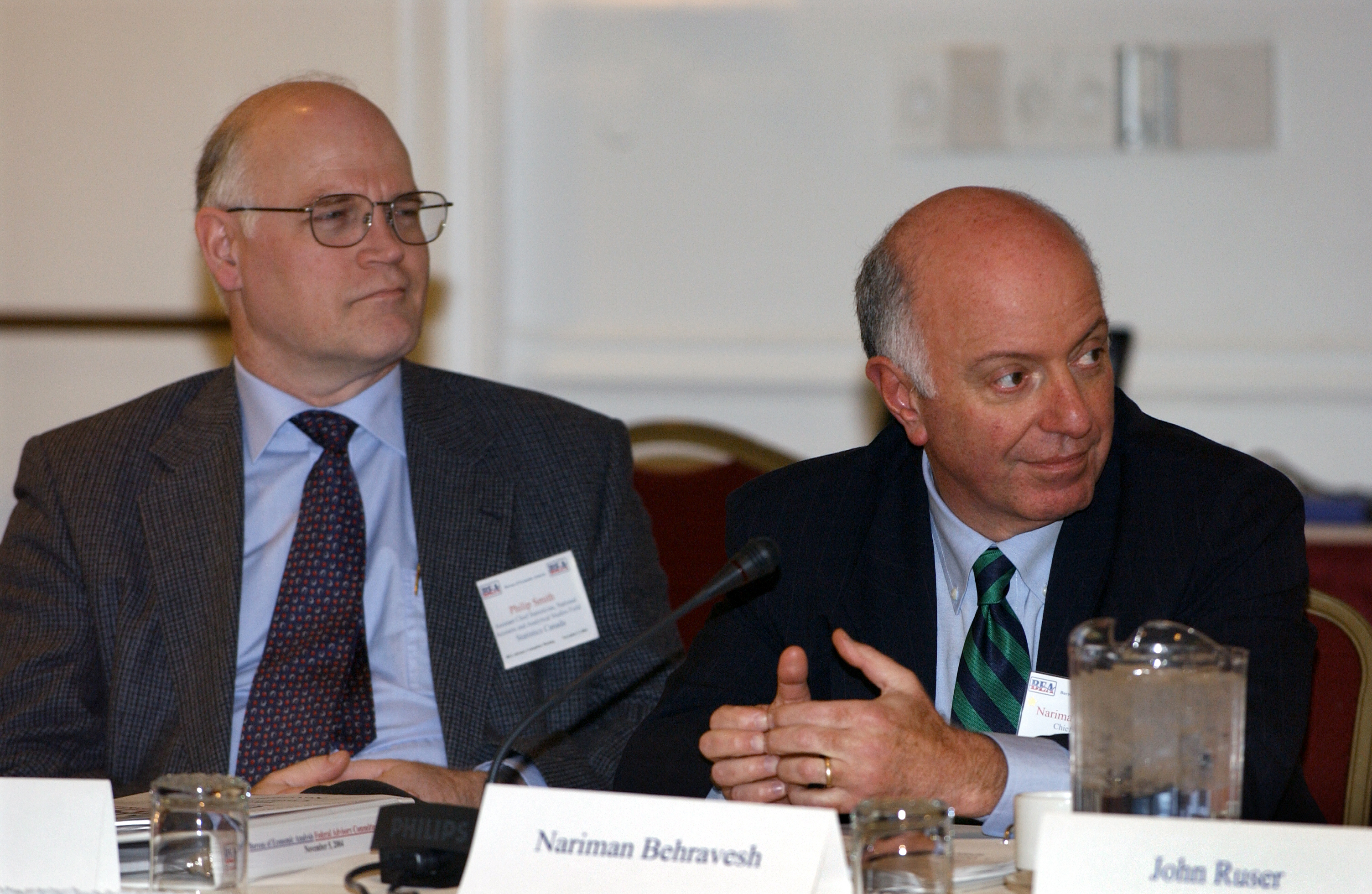
Philip Smith (izquierda) del Statistics Canada; Nariman Behravesh.

Statistics Canada (en francés Statistique Canada) (SC) es la agencia del Gobierno federal canadiense encargada de recoger y compilar datos estadísticos sobre Canadá y los canadienses.
Entre otras responsabilidades, Statistics Canada se ocupa del censo general que tiene lugar cada cinco años, en el primer y sexto año de una década. El último censo se realizó en 2011 y fue el segundo en el que se pudo utilizar Internet para rellenar los cuestionarios.
Para los lugares, Statistics Canada tiene una terminología bien definida. Por ejemplo, la palabra parroquia designa algunos territorios rurales del Quebec y del Nuevo Brunswick, y cantón designa los townships del este de Quebec.